# María Fernanda Tamayo
María Fernanda Tamayo Rivera es una policía ecuatoriana, quien se destaca por convertirse en la primera mujer general de la policía en Ecuador.

## Biografía

### Primeros años
María Fernanda Tamayo nació en la parroquia Shell, cantón Mera, provincia de Pastaza Ecuador,tiene 3 hermanos y 2 hermanas, y desde los 8 años de edad demostró indicios de su vocación por formar parte de la policía. Soñaba con formar parte de la policía cada vez que veía la serie Mujer Policía de los años 80, protagonizado por Angie Dickinson.
Su madre siempre la apoyó en sus aspiraciones, sin embargo, después de terminar el colegio, no pudo ser parte de la Escuela Superior de Policía ya que aún no se admitían a mujeres en la institución, por lo que Tamayo optó por su segunda pasión, la tecnología, e ingresó a la Escuela Politécnica Nacional, en la carrera de Ingeniería en Sistemas.

### Policía
Dos años después abandonó la carrera luego que la Policía Nacional admitiera mujeres, ingresando entre 700 aspirantes de las cuales 32 fueron seleccionadas, siendo parte de la primera promoción de mujeres en 1983. Luego de graduarse, ella y sus compañeras fueron asignadas a unidades de investigación con cargos más administrativos en áreas como las de migración, en las que estuvo por cuatro años. Luego de esto pasó a Servicio Urbano en los Puestos de Auxilio Inmediato (PAI).
Ha ocupado cargos en la Dirección Nacional de Tránsito, Dirección Nacional de Educación, Dirección General de Personal, SAD, entre otros más, aunque uno de sus mayores deseos es poder ser parte del Grupo de Inteligencia y Rescate (GIR), el cual para ese entonces no admitía a mujeres. A lo largo de su carrera policial ha recibido gracias a su efectivo trabajo 20 condecoraciones.
En 2014 se convirtió en la primera oficial en dirigir la Escuela Superior de Policía Alberto Enríquez Gallo, donde se encargó de la inclusión e igualdad de género en la formación de los oficiales.
En 2016 fue ascendida de Coronel al grado de General y designada como Directora de Planificación de la Policía Nacional.
El 30 de noviembre de 2018 se convirtió en la primera mujer en ser ascendida a General Inspectora de la Fuerza Pública, en una ceremonia en donde el presidente Lenín Moreno y la ministra del Interior, María Paula Romo, reconocieron la trayectoria y el esfuerzo de María Fernanda Tamayo.